# Villeret, Aube

Villeret este o comună în departamentul Aube din nord-estul Franței. În 1 ianuarie 2022 avea o populație de 64 de locuitori.